# Institut de formation d'auxiliaires de puériculture
En France, l'institut de formation d'auxiliaires de puériculture (IFAP) forme les étudiants souhaitant être titulaires du diplôme d’État d'auxiliaire de puériculture. La formation pour apprendre cette profession dure une année scolaire (10 mois).
Elle est composée de 17 semaines (595 heures) d’enseignements théoriques et de 24 semaines (840 heures) de stage en maternité, établissement accueillant des enfants malades, structure d’accueil d’enfants de moins de six ans, structure accueillant des enfants en situation de handicap ou en services de pédopsychiatrie ou en structure d’aide sociale à l'enfant. Ils sont rattachés auprès du Ministère de la Santé, des agences régionales de santé, ou auprès des centres hospitaliers universitaires (CHU).